# Hermann Wolf (Pianist)
Hermann Wolf (* 19. März 1937 in Zaßnitz; † 15. Februar 2016 in Leipzig) war ein deutscher Pianist und Klavierpädagoge.

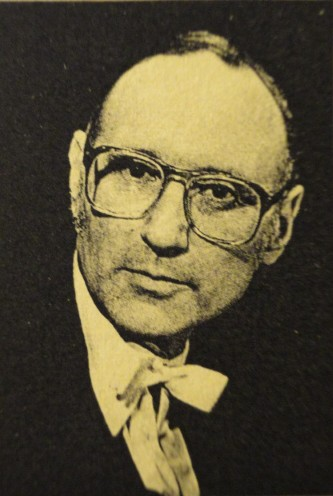
Hermann Wolf (1975)

## Werdegang
Wolf studierte an der Hochschule für Musik und Theater „Felix Mendelssohn Bartholdy“ Leipzig. Er war Mendelssohn-Stipendiat, nahm an internationalen Wettbewerben teil und besuchte Kurse, u. a. bei Géraldine Agostini, Lajos Hernádi, Henryk Sztompka und Ludwik Stefański. Er gab Solo- und Orchesterkonzerte im In- und Ausland sowie Vorträge und Kurse. Von 1971 bis 1992 war er als Dozent für Klavier an der Hochschule für Musik und Theater „Felix Mendelssohn Bartholdy“ Leipzig tätig, anschließend an der Musikschule Leipzig „Johann Sebastian Bach“. Er war Mitglied der Deutschen Chopin-Gesellschaft, ab 1966 deren Sekretär und von 1987 bis 1994 deren Vizepräsident. Hermann Wolf machte sich vor allem einen Namen durch seine Interpretation von Werken Frédéric Chopins. Er war Träger des Ordens der Verdienste um die polnische Kultur.